# Trypeticus monteithi
Trypeticus monteithi är en skalbaggsart som beskrevs av Kanaar 2003. Trypeticus monteithi ingår i släktet Trypeticus och familjen stumpbaggar. Inga underarter finns listade i Catalogue of Life.